# Carles Santos Ventura
Pour les articles homonymes, voir Ventura.
Carles Santos Ventura (né le 1er juillet 1940 à Vinaròs (Province de Castellón) et mort le 4 décembre 2017 dans la même ville) est un musicien, pianiste et compositeur catalan.

## Biographie
Carles Santos Ventura commence à étudier la musique très jeune (à cinq ans déjà, il jouait du piano). Plus tard, il étudie au Conservatoire supérieur de musique du Liceu de Barcelone puis continue ses études à Paris, avec les maîtres Magda Tagliaferro, Jacques Février, Robert Casadesus,  et Marguerite Long ; et plus tard en Suisse, comme élève de Harry Datyner. En 1961, il commence à se produire comme pianiste, interprétant des œuvres de Bartók, Schönberg et Webern.
En 1968, il se rend aux États-Unis, où il découvre les musiques d'avant-garde comme celle de John Cage — dont l'œuvre influence beaucoup son style, et sa propre esthétique — qu'il a présentées comme interprète sur les scènes du monde entier.
Dans les années 1970, il fonde, avec Josep Maria Mestres Quadreny, le Grup Instrumental Català (GIC). Durant cette époque, il fait la connaissance de Pere Portabella, avec qui il commence à travailler pour le cinéma, comme  compositeur, interprète, scénariste, et enfin comme réalisateur.
Tout au long de sa carrière, il a reçu diverses commandes spéciales, comme la musique du spectacle Concert Irregular, de Joan Brossa, pour la commémoration du 75e anniversaire de la naissance de Joan Miró. Il compose et dirige aussi les fanfares des cérémonies olympiques de Barcelone 92 complétant le thème officiel de la cérémonie d'ouverture composé et dirigé par Ryūichi Sakamoto "Mar Mediterraneo" (en espagnol : Mar Mediterráneo), ainsi que la Fanfàrria per a 2001 músics pour l'inauguration de la Biennal de les Arts de Valence.
Il a reçu divers prix et récompenses, comme le Premi Nacional de Composició de la Généralité de Catalogne (1990) ; le Premi Ciutat de Barcelona de la Música (1993) ; le Premi Ciutat de Barcelona a la Projecció Internacional (1996) ; la Creu de Sant Jordi (1999) ; la Médaille d'Or du Círculo de Bellas Artes en 2006, et divers prix MAX[Quoi ?] pour ses spectacles scéniques.
En plus de sa propre production musicale, cinématographique et scénique, Carles Santos est également le créateur d'une importante œuvre plastique, principalement photographique.

## Discographie
- 1977 Piano - Obres de Cowell, Cage, Webern, Stockhausen i Mestres-Quadreny (Edigsa)
- 1981 Voice Tracks
- 1984 Pianotrack (Linterna Música)
- 1986 Perturbación inesperada (Linterna Música)
- 1988 Carles Santos: Piano (Grabaciones Accidentales)
- 1989 Five Voices - Greetje Bijma/Shelley Hirsch/Anna Homler/David Moss/Carles Santos (Intakt Records)
- 1991 Belmonte - Banda Simfònica de la Unió Musical de Llíria - Carles Santos (Virgin España)
- 1992 Música para las Ceremonias Olímpicas Barcelona 92 - Fanfàrria de Cerimònies, Banda Simfònica de la Unió Musical de Llíria, Cor de València, Cor d’Asdrúbila, Orquestra Ciutat de Barcelona - Carles Santos (On The Rocks)
- 1993 Promenade Concert: Música per a una acció original de Xavier Olivé. 20 d'Abril de 1993 (Fundació Joan Miró)
- 1995 Himne del Segon Congrès Català de Cuina (K. Indústria Cultural)
- 1995 La porca i vibràtica teclúria (Institut d’Edicions de la Diputació de Barcelona)
- 1999 Un dit és un dit, CD inclós en el número 9 de la revista "Cave Canis", Barcelona 1999.
- 2001 L'adéu de Lucrècia Borja (Universitat de València)
- 2002 SAMA SAMARUCK SUCK SUCK (Ópera-Circ de Carles Santos) (K. Indústria Cultural)

## Spectacles scéniques
- 1983 Beethoven, si tanco la tapa... què passa?
- 1983 Té fina la fina petxina de Xina?
- 1985 Arganchulla, Arganchulla Gallac
- 1989 Tramuntana Tremens
- 1991 La grenya de Pasqual Picanya
- 1992 Asdrúbila
- 1995 L'esplèndida vergonya del fet mal fet
- 1996 Figasantos-fagotrop: missatge al contestador, soparem a les nou
- 1996 La Pantera Imperial
- 2000 Ricardo i Elena
- 2000 El Barbero de Sevilla (direcció escènica)
- 2002 Sama Samaruck Suck Suck

## Filmographie

### Comme compositeur
- 1968 Nocturn 29 (col·laboració amb Josep Maria Mestres Quadreny) (Pere Portabella, dir)
- 1970 Vampir cuadecuc (Pere Portabella, dir)
- 1975 Informe general (Pere Portabella, dir)
- 1977 L'obscura història de la cosina Montse (Jordi Cadena, dir)
- 1981 Vértigo en Manhattan (Jet Lag) (Gonzalo Herralde, dir)
- 1981 Barcelona Sud (Jordi Cadena, dir)
- 1984 Pa d'àngel (Francesc Bellmunt, dir)
- 1988 És quan dormo que hi veig clar (Jordi Cadena, dir)
- 1989 Pont de Varsòvia (Pere Portabella, dir)
- 1998 El pianista (Mario Gas, dir)

Courts-métrages
- 1969 Miró l'altre (Pere Portabella, dir)
- 1970 Poetes catalans (Pere Portabella, dir)
- 1971 Semejante a Pedro (Francesc Bellmunt, dir)
- 1971 Calidoscopi (Beni Rossell, dir)
- 1972 Umbracle (Pere Portabella, dir)
- 1972 Cantants 72 (Pere Portabella, dir)
- 1973 Advocats laboralistes (Pere Portabella, dir)
- 1978 El barri del Besós (Carles Durán, dir)
- 1979 Laberint (Agustí Villaronga, dir)
- 1979 La delinqüència (Jaume Codina, dir)
- 1979 Setmana de la sanitat (Jordi Cadena, dir)
- 1979 L'Ajuntament (Georgina Cisquella, Pere Joan Ventura, dirs)
- 1979 L'agressió quotidiana (Carles Durán, dir)
- 1981 L'assemblea de Catalunya (Carles Durán, dir)
- 1982 Eleccions a Las Cortes 28-10-82 (Isona Passola, dir)
- 1989 Romàntic (Aurora Corominas. dir)
- 1991 Clara foc (Judith Colell, dir)
- 1992 Art a Catalunya (Pere Portabella, dir)
- 2000 Foc al càntir (Frederic amat, dir)

### Comme réalisateur (courts-métrages)
- 1967 L'àpat.
- 1967 L'espectador. Habitació amb rellotge. La llum. Conversa.
- 1968 La cadira.
- 1969 Preludi de Chopin, Opus 28 nº 7.
- 1970 Play-back (codirigé avec Pere Portabella)
- 1972 Acció Santos (codirigé avec Pere Portabella)
- 1974 Preludi de Chopin, Opus 28 nº 18.
- 1977 El pianista i el conservatori
- 1977 682-3133 Bufalo Minnesota.
- 1978 Peça per a quatre pianos
- 1979 La Re Mi La.